# Elegibô
Elegibô é um álbum de estúdio lançado pela cantora brasileira Margareth Menezes apenas nos Estados Unidos e no Europa, trazendo faixas dos seus dois primeiros álbuns liberados no Brasil (Margareth Menezes e Um Canto pra Subir). O disco foi lançado nos formatos de fita cassete e disco de vinil, e alcançou o primeiro lugar na Billboard World Albums nos Estados Unidos, onde permaneceu por 16 semanas.
John Storm Roberts, da Original Music, disse que Margareth Menezes é fortemente influenciada pela sua "veia afro", e traz um álbum eclético, misturando ainda ritmos como a salsa.
| Críticas profissionais | Críticas profissionais |
| Avaliações da crítica  | Avaliações da crítica  |
| Fonte                  | Avaliação              |
| ---------------------- | ---------------------- |
| AllMusic               | 3 de 5 estrelas.       |

## Faixas
| N.º            | Título                                   | Compositor(es)                      | Duração |  |
| 1.             | "Elegibô (Uma História de Ifá)"          | Rey Zulu e Ythamar Tropicália       | 4:14    |  |
| 2.             | "Tenda do Amor (Magia)"                  | Carlos Pita                         | 4:09    |  |
| 3.             | "Negra Melodia (Soul Train Domingueira)" | Jards Macalé e Waly Salomão         | 3:15    |  |
| 4.             | "Natureza Mãe"                           | Tonho Materia e Djalma Oliveira     | 3:04    |  |
| 5.             | "Marmelada (Bas Moin Laia)"              | Georges Decimus                     | 3:57    |  |
| 6.             | "Abra a Boca e Feche os Olhos"           | Dito e Gerônimo                     | 2:57    |  |
| 7.             | "Hino das Águas"                         | Aroldo Medeiros e Buziga            | 4:46    |  |
| 8.             | "Alegria da Cidade"                      | Lazzo Matumbi e Jorge Portugal      | 4:13    |  |
| 9.             | "Ifá, Um Canto Pra Subir"                | Walter Queiroz e Vevé Calasans      | 4:02    |  |
| 10.            | "Tudo À-Toa"                             | Peri Albuquerque                    | 3:34    |  |
| 11.            | "Maravilha Morena"                       | Jorge Portugal e Roberto Mendes     | 3:20    |  |
| 12.            | "Muzenza"                                | Edil Pacheco e Paulo Cesar Pinheiro | 3:59    |  |
| Duração total: | Duração total:                           | Duração total:                      | 44:22   |  |